# Rattus arrogans
Rattus arrogans är en gnagare i familjen råttdjur som först beskrevs av Thomas 1922. Den listades en tid som underart till Rattus niobe men sedan 2005 godkänns den som art.
Denna gnagare förekommer i bergstrakter på västra Nya Guinea. Den vistas i regioner mellan 2200 och 4100 meter över havet. Arten vistas i fuktiga bergsskogar och i andra bergslandskap.
Rattus arrogans lever bland annat i Lorentz nationalpark och i andra naturskyddsområden. Den listas av IUCN som livskraftig (LC).